# Walther Jervolino
Walther Jervolino (Bondeno, Italia; 1 de marzo de 1944–San Mauro Torinese; 12 de julio de 2012) fue un pintor italiano nacido en 1944, conocido principalmente por su obra surrealista.
Estudió arte con los pintores realistas italianos Mario Calandri y Giacomo Soffiantino, favoreciendo la pintura al óleo, así como las técnicas de grabado.

## Biografía
Comenzó su carrera profesional a finales de 1960 en París, Londres y en Milán, donde vivió durante varios años. Más tarde perfeccionó su técnica en el estudio romano de Riccardo Tommasi Ferroni, uno de los principales artistas italianos. Desde entonces Jervolino aumentó sus conexiones con países de Europa, y también vivió durante mucho tiempo en los Estados Unidos, donde expuso en la Art Expo de Nueva York, Miami y Los Ángeles.
Sus primeras obras estuvieron profundamente influidas por el estilo visual de Giorgio de Chirico, Salvador Dalí y Max Ernst, que más tarde se combinaría con el de varios pintores medievales y renacentistas, como El Bosco y Caravaggio. Su técnica única, derivada de años de estudio personal de los materiales renacentistas, colores y química, junto con el arte postmoderno, produjeron a principios de los '80 sus obras maestras como "Gianduja y Giandujotto", "La muerte de Pinocho", "El coleccionista" y "La Torre de Babel".
Sus obra comenzó a ser apreciada fuera de Europa y gracias a su perfecto Inglés vivió en Italia, donde vivía su familia, y los Estados Unidos, donde muchos de sus cuadros fueron expuestos, recibiendo varias críticas positivas en revistas.
En su época tardía, habiéndose vuelto aún más preciso y perfeccionista, Jervolino mejoró sus técnicas de grabado y comenzó a experimentar una técnica singular donde las figuras o personajes salen de la pintura durante una especie de performance artística.
Murió en 2012.